# Akméismus
Akméismus (rusky Акмеизм popř. rusky Адамизм; též adamismus, klarismus) byl literární směr v moderní ruské poezii počátku 20. století, odvozený od řeckého slova akmé – tj. vrchol. Tento směr byl vytvořen ruskou skupinou, zvanou Cech básníků (rusky Цех поэтов, 1910–1914), mezi jejíž zástupce patřili např.: Georgij Viktorovič Adamovič, Anna Andrejevna Achmatovová, Sergej Mitrofanovič Goroděckij, Nikolaj Stěpanovič Gumiljov, Michail Ivanovič Lozinskij, Osip Emiljevič Mandelštam, Vladimir Ivanovič Narbut, Michail Alexandrovič Zenkevič a jiní. Teoretiky skupiny byli Nikolaj Stěpanovič Gumiljov a Sergej Mitrofanovič Goroděckij. Hnutí bylo opozicí vůči symbolismu a požadovalo jasné básnické pojmenování.
První básnické sbírky tohoto směru byly:
- Nikolaj Stěpanovič Gumiljov: Cesta konkvistadorů (Путь конквистадоров, 1905)
- Anna Andrejevna Achmatovová: Večer (Вечер, 1912)
- Michail Alexandrovič Zenkevič: Prvobytný porfyr (Дикая порфира, 1912)
- Vladimir Ivanovič Narbut: Aleluja (1912)
- Sergej Mitrofanovič Goroděckij: Adam (1913)